# Interlands Iraans voetbalelftal 2010-2019
Deze pagina toont een chronologisch en gedetailleerd overzicht van de interlands die het Iraans voetbalelftal speelde in de periode 2010 – 2019. In het tweede decennium van de 21ste eeuw nam Iran vooralsnog deel aan één wereldkampioenschap, het wereldkampioenschap voetbal 2014 in Brazilië. Wel was het land telkens op de diverse edities van het Aziatisch kampioenschap aanwezig.

## Interlands

### 2010
|                                                             |                       |       |             |                                                                                      |
| 2 januari Qatar Friendship Cup «onderlinge duels» 18:15 uur | Iran                  | 1 – 0 | Noord-Korea | Jassim Bin Hamadstadion, Doha Toeschouwers: 1.000 Scheidsrechter: Eddy Maillet (SEY) |
| 2 januari Qatar Friendship Cup «onderlinge duels» 18:15 uur | Mehrzdad Madanchi 43' |       |             | Jassim Bin Hamadstadion, Doha Toeschouwers: 1.000 Scheidsrechter: Eddy Maillet (SEY) |

|                                                                     |                   |       |                                                                   |                                                                                   |
| 6 januari Kwalificatie AK 2011 Groep E «onderlinge duels» 19:30 uur | Singapore         | 1 – 3 | Iran                                                              | Nationaal stadion, Singapore Toeschouwers: 7.356 Scheidsrechter: Sun Baojie (CHN) |
| 6 januari Kwalificatie AK 2011 Groep E «onderlinge duels» 19:30 uur | Noh Alam Shah 31' |       | 11' (pen.) Hadi Aghili 12' Mehrzad Madanchi 62' Gholamreza Rezaei | Nationaal stadion, Singapore Toeschouwers: 7.356 Scheidsrechter: Sun Baojie (CHN) |

|                                                                   |                    |       |          |                                                                                       |
| 3 maart Kwalificatie AK 2011 Groep E «onderlinge duels» 19:30 uur | Iran               | 1 – 0 | Thailand | Azadistadion, Teheran Toeschouwers: 17.000 Scheidsrechter: Abdullah Al-Baloushi (QAT) |
| 3 maart Kwalificatie AK 2011 Groep E «onderlinge duels» 19:30 uur | Javad Nekounam 90' |       |          | Azadistadion, Teheran Toeschouwers: 17.000 Scheidsrechter: Abdullah Al-Baloushi (QAT) |

|                                                            |                      |       |                                                               |                                                                                 |
| 11 augustus Vriendschappelijk «onderlinge duels» 19:00 uur | Armenië              | 1 – 3 | Iran                                                          | Hrazdan, Jerevan Toeschouwers: 10.000 Scheidsrechter: Levan Kvaratskhelia (GEO) |
| 11 augustus Vriendschappelijk «onderlinge duels» 19:00 uur | Aghvan Mkrtchyan 40' |       | 68' Hadi Aghili 71' Mohammad Nosrati 90+3' (pen.) Hadi Aghili | Hrazdan, Jerevan Toeschouwers: 10.000 Scheidsrechter: Levan Kvaratskhelia (GEO) |

|                                                            |       |                                             |      |                                                                                     |
| 3 september Vriendschappelijk «onderlinge duels» 19:30 uur | China | 0 – 2                                       | Iran | Hanghaistadion, Zhengzhou Toeschouwers: 20.000 Scheidsrechter: Kim Jong-hyeok (KOR) |
| 3 september Vriendschappelijk «onderlinge duels» 19:30 uur |       | 38' Andranik Teymourian 63' Mohamad Gholami |      | Hanghaistadion, Zhengzhou Toeschouwers: 20.000 Scheidsrechter: Kim Jong-hyeok (KOR) |

|                                                            |            |                    |      |                                                                                         |
| 7 september Vriendschappelijk «onderlinge duels» 20:00 uur | Zuid-Korea | 0 – 1              | Iran | Seoul World Cupstadion, Seoel Toeschouwers: 38.642 Scheidsrechter: Kim Jong-hyeok (KOR) |
| 7 september Vriendschappelijk «onderlinge duels» 20:00 uur |            | 35' Masoud Shojaei |      | Seoul World Cupstadion, Seoel Toeschouwers: 38.642 Scheidsrechter: Kim Jong-hyeok (KOR) |

| West-Aziatisch kampioenschap voetbal 2010 |
| ----------------------------------------- |

|                                                                                |                                                   |       |         |                                                                                        |
| 24 september West-Aziatisch kampioenschap Groep A «onderlinge duels» 17:00 uur | Iran                                              | 3 – 0 | Bahrein | Koning Abdullahstadion, Amman Toeschouwers: 8.000 Scheidsrechter: Nasser Darwish (JOR) |
| 24 september West-Aziatisch kampioenschap Groep A «onderlinge duels» 17:00 uur | Hadi Aghili 36' Hadi Aghili 38' Mehrdad Oladi 47' |       |         | Koning Abdullahstadion, Amman Toeschouwers: 8.000 Scheidsrechter: Nasser Darwish (JOR) |

|                                                                                |                                       |       |                                              |                                                                                      |
| 28 september West-Aziatisch kampioenschap Groep A «onderlinge duels» 17:00 uur | Oman                                  | 2 – 2 | Iran                                         | Koning Abdullahstadion, Amman Toeschouwers: 2.000 Scheidsrechter: Ko Hyung-jin (KOR) |
| 28 september West-Aziatisch kampioenschap Groep A «onderlinge duels» 17:00 uur | Osama Hadid 40' Yaqoob Al-Qassimi 45' |       | 17' Milad Meydavoudi 53' Andranik Teymourian | Koning Abdullahstadion, Amman Toeschouwers: 2.000 Scheidsrechter: Ko Hyung-jin (KOR) |

|                                                                                  |                                         |       |                   |                                                                                        |
| 1 oktober West-Aziatisch kampioenschap Halve finale «onderlinge duels» 16:00 uur | Iran                                    | 2 – 1 | Irak              | Koning Abdullahstadion, Amman Toeschouwers: 12.000 Scheidsrechter: Hajime Matsuo (JPN) |
| 1 oktober West-Aziatisch kampioenschap Halve finale «onderlinge duels» 16:00 uur | Jalal Hosseini 58' Mohammad Gholami 82' |       | 69' Mustafa Karim | Koning Abdullahstadion, Amman Toeschouwers: 12.000 Scheidsrechter: Hajime Matsuo (JPN) |

|                                                                            |                        |       |                                            |                                                                                        |
| 3 oktober West-Aziatisch kampioenschap Finale «onderlinge duels» 21:00 uur | Iran                   | 1 – 2 | Koeweit                                    | Koning Abdullahstadion, Amman Toeschouwers: 4.000 Scheidsrechter: Nasser Darwish (JOR) |
| 3 oktober West-Aziatisch kampioenschap Finale «onderlinge duels» 21:00 uur | Milad Meydavoudi 90+5' |       | 10' Aziz Al-Mashaan 40' Yousef Al-Sulaiman | Koning Abdullahstadion, Amman Toeschouwers: 4.000 Scheidsrechter: Nasser Darwish (JOR) |

|  |  |  |  |  |  |  |  |  |

|                                                          |      |                                        |          |                                                                                             |
| 7 oktober Vriendschappelijk «onderlinge duels» 21:00 uur | Iran | 0 – 3                                  | Brazilië | Sjeik Zayidstadion, Abu Dhabi Toeschouwers: 14.000 Scheidsrechter: Fareed Al-Marzouqi (VAE) |
| 7 oktober Vriendschappelijk «onderlinge duels» 21:00 uur |      | 14' Daniel Alves 69' Pato 90+2' Nilmar |          | Sjeik Zayidstadion, Abu Dhabi Toeschouwers: 14.000 Scheidsrechter: Fareed Al-Marzouqi (VAE) |

|                                                            |       |       |      |                                                                                           |
| 28 december Vriendschappelijk «onderlinge duels» 18:45 uur | Qatar | 0 – 0 | Iran | Khalifa International Stadium, Doha Toeschouwers: 3.000 Scheidsrechter: Zsolt Szabó (HUN) |
| 28 december Vriendschappelijk «onderlinge duels» 18:45 uur |       |       |      | Khalifa International Stadium, Doha Toeschouwers: 3.000 Scheidsrechter: Zsolt Szabó (HUN) |

### 2011
|                                                          |        |                      |      |                                                                        |
| 2 januari Vriendschappelijk «onderlinge duels» 19:00 uur | Angola | 0 – 1                | Iran | Jassim Bin Hamadstadion, Doha Toeschouwers: 0 Scheidsrechter: onbekend |
| 2 januari Vriendschappelijk «onderlinge duels» 19:00 uur |        | 90+2' Javad Nekounam |      | Jassim Bin Hamadstadion, Doha Toeschouwers: 0 Scheidsrechter: onbekend |

| Aziatisch kampioenschap voetbal 2011 |
| ------------------------------------ |

|                                                                         |                    |       |                                       |                                                                                            |
| 11 januari Aziatisch kampioenschap Groep D «onderlinge duels» 19:15 uur | Irak               | 1 – 2 | Iran                                  | Ahmed bin Alistadion, Ar Rayyan Toeschouwers: 10.478 Scheidsrechter: Ravshan Irmatov (UZB) |
| 11 januari Aziatisch kampioenschap Groep D «onderlinge duels» 19:15 uur | Younis Mahmoud 13' |       | 42' Gholamreza Rezaei 84' Iman Mobali | Ahmed bin Alistadion, Ar Rayyan Toeschouwers: 10.478 Scheidsrechter: Ravshan Irmatov (UZB) |

|                                                                         |                      |       |             |                                                                                         |
| 15 januari Aziatisch kampioenschap Groep D «onderlinge duels» 16:15 uur | Iran                 | 1 – 0 | Noord-Korea | Suheim Bin Hamadstadion, Doha Toeschouwers: 6.488 Scheidsrechter: Nawaf Shukralla (BHR) |
| 15 januari Aziatisch kampioenschap Groep D «onderlinge duels» 16:15 uur | Karim Ansarifard 63' |       |             | Suheim Bin Hamadstadion, Doha Toeschouwers: 6.488 Scheidsrechter: Nawaf Shukralla (BHR) |

|                                                                         |                              |                                                             |      |                                                                                      |
| 19 januari Aziatisch kampioenschap Groep D «onderlinge duels» 19:00 uur | Verenigde Arabische Emiraten | 0 – 3                                                       | Iran | Suheim Bin Hamadstadion, Doha Toeschouwers: 5.012 Scheidsrechter: Kim Dong-jin (KOR) |
| 19 januari Aziatisch kampioenschap Groep D «onderlinge duels» 19:00 uur |                              | 67' Arash Afshin 83' Mohammad Nouri 90' (e.d.) Waleed Abbas |      | Suheim Bin Hamadstadion, Doha Toeschouwers: 5.012 Scheidsrechter: Kim Dong-jin (KOR) |

|                                                                             |      |                       |            |                                                                                         |
| 22 januari Aziatisch kampioenschap Kwartfinale «onderlinge duels» 19:30 uur | Iran | 0 – 1 (n.v.)          | Zuid-Korea | Suheim Bin Hamadstadion, Doha Toeschouwers: 7.111 Scheidsrechter: Ravshan Irmatov (UZB) |
| 22 januari Aziatisch kampioenschap Kwartfinale «onderlinge duels» 19:30 uur |      | 105+2' Yoon Bit-garam |            | Suheim Bin Hamadstadion, Doha Toeschouwers: 7.111 Scheidsrechter: Ravshan Irmatov (UZB) |

|  |  |  |  |  |  |  |  |  |

|                                                           |                         |       |         |                                                                                        |
| 9 februari Vriendschappelijk «onderlinge duels» 16:00 uur | Iran                    | 1 – 0 | Rusland | Sjeik Zayidstadion, Abu Dhabi Toeschouwers: 8.000 Scheidsrechter: Ali Al-Badwawi (VAE) |
| 9 februari Vriendschappelijk «onderlinge duels» 16:00 uur | Mohammad Khalatbari 90' |       |         | Sjeik Zayidstadion, Abu Dhabi Toeschouwers: 8.000 Scheidsrechter: Ali Al-Badwawi (VAE) |

|                                                        |                    |       |            |                                                                                  |
| 17 juli Vriendschappelijk «onderlinge duels» 19:30 uur | Iran               | 1 – 0 | Madagaskar | Azadistadion, Teheran Toeschouwers: 12.000 Scheidsrechter: Hedayat Mombini (IRN) |
| 17 juli Vriendschappelijk «onderlinge duels» 19:30 uur | Jalal Hosseini 18' |       |            | Azadistadion, Teheran Toeschouwers: 12.000 Scheidsrechter: Hedayat Mombini (IRN) |

|                                                                        |                                                                            |       |           |                                                                                      |
| 23 juli Kwalificatie WK 2014 Tweede ronde «onderlinge duels» 19:30 uur | Iran                                                                       | 4 – 0 | Malediven | Azadistadion, Teheran Toeschouwers: 20.195 Scheidsrechter: Chaiya Alee Mahapab (THA) |
| 23 juli Kwalificatie WK 2014 Tweede ronde «onderlinge duels» 19:30 uur | Karim Ansarifard 4' Karim Ansarifard 62' Ali Karimi 68' Saeed Daghighi 86' |       |           | Azadistadion, Teheran Toeschouwers: 20.195 Scheidsrechter: Chaiya Alee Mahapab (THA) |

|                                                                        |           |                         |      |                                                                                |
| 28 juli Kwalificatie WK 2014 Tweede ronde «onderlinge duels» 21:00 uur | Malediven | 0 – 1                   | Iran | Nationaal stadion, Malé Toeschouwers: 7.000 Scheidsrechter: Kim Sang-woo (KOR) |
| 28 juli Kwalificatie WK 2014 Tweede ronde «onderlinge duels» 21:00 uur |           | 45' Mohammad Khalatbari |      | Nationaal stadion, Malé Toeschouwers: 7.000 Scheidsrechter: Kim Sang-woo (KOR) |

|                                                                       |                                                               |       |           |                                                                               |
| 2 september Kwalificatie WK 2014 Groep 5 «onderlinge duels» 20:00 uur | Iran                                                          | 3 – 0 | Indonesië | Azadistadion, Teheran Toeschouwers: 75.800 Scheidsrechter: Masaaki Toma (JPN) |
| 2 september Kwalificatie WK 2014 Groep 5 «onderlinge duels» 20:00 uur | Javad Nekounam 53' Javad Nekounam 74' Andranik Teymourian 87' |       |           | Azadistadion, Teheran Toeschouwers: 75.800 Scheidsrechter: Masaaki Toma (JPN) |

|                                                                       |                    |       |                 |                                                                                         |
| 6 september Kwalificatie WK 2014 Groep 5 «onderlinge duels» 19:30 uur | Qatar              | 1 – 1 | Iran            | Jassim Bin Hamadstadion, Doha Toeschouwers: 8.125 Scheidsrechter: Choi Myung-yong (KOR) |
| 6 september Kwalificatie WK 2014 Groep 5 «onderlinge duels» 19:30 uur | Mohammed Jeddo 56' |       | 46' Hadi Aghili | Jassim Bin Hamadstadion, Doha Toeschouwers: 8.125 Scheidsrechter: Choi Myung-yong (KOR) |

|                                                          | |       |           |                                                                                      |
| 5 oktober Vriendschappelijk «onderlinge duels» 19:30 uur | Iran | 7 – 0 | Palestina | Azadistadion, Teheran Toeschouwers: 2.000 Scheidsrechter: Saeed Mozaffarizadeh (IRN) |
| 5 oktober Vriendschappelijk «onderlinge duels» 19:30 uur | Mohammad Ghazi 45' Karim Ansarifard 50' Javad Nekounam 55' (pen.) Javad Kazemian 58' Pejman Montazeri 59' Pejman Nouri 70' Javad Kazemian 90' (pen.) |       |           | Azadistadion, Teheran Toeschouwers: 2.000 Scheidsrechter: Saeed Mozaffarizadeh (IRN) |

|                                                                      | |       |         |                                                                              |
| 11 oktober Kwalificatie WK 2014 Groep 5 «onderlinge duels» 19:00 uur | Iran | 6 – 0 | Bahrein | Azadistadion, Teheran Toeschouwers: 82.000 Scheidsrechter: Peter Green (AUS) |
| 11 oktober Kwalificatie WK 2014 Groep 5 «onderlinge duels» 19:00 uur | Jalal Hosseini 22' Mojtaba Jabbari 34' Hadi Aghili 42' Andranik Teymourian 61' Karim Ansarifard 75' Gholamreza Rezaei 83' |       |         | Azadistadion, Teheran Toeschouwers: 82.000 Scheidsrechter: Peter Green (AUS) |

|                                                                       |                            |       |                       |                                                                                        |
| 11 november Kwalificatie WK 2014 Groep 5 «onderlinge duels» 18:30 uur | Bahrein                    | 1 – 1 | Iran                  | Nationaal stadion, Riffa Toeschouwers: 18.000 Scheidsrechter: Abdul Malik Bashir (SIN) |
| 11 november Kwalificatie WK 2014 Groep 5 «onderlinge duels» 18:30 uur | Mohamed Tayeb Al-Alawi 45' |       | 90+3' Mojtaba Jabbari | Nationaal stadion, Riffa Toeschouwers: 18.000 Scheidsrechter: Abdul Malik Bashir (SIN) |

|                                                                       |                       |       |                                                                                  |                                                                              |
| 15 november Kwalificatie WK 2014 Groep 5 «onderlinge duels» 19:00 uur | Indonesië             | 1 – 4 | Iran                                                                             | Bung Karnostadion, Jakarta Toeschouwers: 6.000 Scheidsrechter: Hai Tan (CHN) |
| 15 november Kwalificatie WK 2014 Groep 5 «onderlinge duels» 19:00 uur | Bambang Pamungkas 44' |       | 7' Milad Meydavoudi 21' Mojtaba Jabbari 25' Gholamreza Rezaei 73' Javad Nekounam | Bung Karnostadion, Jakarta Toeschouwers: 6.000 Scheidsrechter: Hai Tan (CHN) |

### 2012
|                                                            |                                     |       |                                           |                                                                                  |
| 23 februari Vriendschappelijk «onderlinge duels» 18:30 uur | Iran                                | 2 – 2 | Jordanië                                  | Zabeelstadion, Dubai Toeschouwers: 7.000 Scheidsrechter: Mohammed Abdullah (VAE) |
| 23 februari Vriendschappelijk «onderlinge duels» 18:30 uur | Ali Karimi 66' Mohammad Ghazi 90+2' |       | 39' Ahmed Hayel 54' (pen.) Abdulla Khalid | Zabeelstadion, Dubai Toeschouwers: 7.000 Scheidsrechter: Mohammed Abdullah (VAE) |

|                                                                       |                                      |       |                                               |                                                                                  |
| 29 februari Kwalificatie WK 2014 Groep 5 «onderlinge duels» 17:00 uur | Iran                                 | 2 – 2 | Qatar                                         | Azadistadion, Teheran Toeschouwers: 51.300 Scheidsrechter: Ravshan Irmatov (UZB) |
| 29 februari Kwalificatie WK 2014 Groep 5 «onderlinge duels» 17:00 uur | Ashkan Dejagah 4' Ashkan Dejagah 50' |       | 9' (pen.) Khalfan Ibrahim 86' Mohammed Kasola | Azadistadion, Teheran Toeschouwers: 51.300 Scheidsrechter: Ravshan Irmatov (UZB) |

|                                                         |                                         |       |            |                                                                  |
| 18 april Vriendschappelijk «onderlinge duels» 17:00 uur | Iran                                    | 2 – 0 | Mauritanië | Azadistadion, Teheran Toeschouwers: 200 Scheidsrechter: onbekend |
| 18 april Vriendschappelijk «onderlinge duels» 17:00 uur | Ghasem Dehnavi 31' Karim Ansarifard 33' |       |            | Azadistadion, Teheran Toeschouwers: 200 Scheidsrechter: onbekend |

|                                                      |                                                              |       |            |                                                                                     |
| 2 mei Vriendschappelijk «onderlinge duels» 15:30 uur | Iran                                                         | 3 – 0 | Mozambique | Enghelabstadion, Karaj Toeschouwers: 2.000 Scheidsrechter: Akbar Bakhshizadeh (IRN) |
| 2 mei Vriendschappelijk «onderlinge duels» 15:30 uur | Mohammad Gholami 10' Abolghasim Dehnavi 40' Pejman Nouri 58' |       |            | Enghelabstadion, Karaj Toeschouwers: 2.000 Scheidsrechter: Akbar Bakhshizadeh (IRN) |

|                                                       |                   |       |      |                                                                                     |
| 27 mei Vriendschappelijk «onderlinge duels» 19:00 uur | Albanië           | 1 – 0 | Iran | BJK Inönüstadion, Istanboel Toeschouwers: 3.000 Scheidsrechter: Hüseyin Göçek (TUR) |
| 27 mei Vriendschappelijk «onderlinge duels» 19:00 uur | Emiljano Vila 60' |       |      | BJK Inönüstadion, Istanboel Toeschouwers: 3.000 Scheidsrechter: Hüseyin Göçek (TUR) |

|                                                                  |             |                         |      |                                                                                  |
| 3 juni Kwalificatie WK 2014 Groep A «onderlinge duels» 19:00 uur | Oezbekistan | 0 – 1                   | Iran | JAR-stadion, Tasjkent Toeschouwers: 9.000 Scheidsrechter: Yuichi Nishimura (JPN) |
| 3 juni Kwalificatie WK 2014 Groep A «onderlinge duels» 19:00 uur |             | 90' Mohammad Khalatbari |      | JAR-stadion, Tasjkent Toeschouwers: 9.000 Scheidsrechter: Yuichi Nishimura (JPN) |

|                                                                   |      |       |       |                                                                              |
| 12 juni Kwalificatie WK 2014 Groep A «onderlinge duels» 20:00 uur | Iran | 0 – 0 | Qatar | Azadistadion, Teheran Toeschouwers: 80.000 Scheidsrechter: Peter Green (AUS) |
| 12 juni Kwalificatie WK 2014 Groep A «onderlinge duels» 20:00 uur |      |       |       | Azadistadion, Teheran Toeschouwers: 80.000 Scheidsrechter: Peter Green (AUS) |

|                                                            |                                 |       |                                            |                                                                                 |
| 15 augustus Vriendschappelijk «onderlinge duels» 18:30 uur | Tunesië                         | 2 – 2 | Iran                                       | Széktóistadion, Kecskemét Toeschouwers: 200 Scheidsrechter: Mihály Fábián (HUN) |
| 15 augustus Vriendschappelijk «onderlinge duels» 18:30 uur | Ammar Jemal 55' Issam Jemâa 83' |       | 53' Mohammad Khalatbari 60' Mohammad Ghazi | Széktóistadion, Kecskemét Toeschouwers: 200 Scheidsrechter: Mihály Fábián (HUN) |

|                                                            |          |       |      |                                                                                          |
| 5 september Vriendschappelijk «onderlinge duels» 20:00 uur | Jordanië | 0 – 0 | Iran | Koning Abdullahstadion, Amman Toeschouwers: 3.500 Scheidsrechter: Ammar Al-Jeneibi (VAE) |
| 5 september Vriendschappelijk «onderlinge duels» 20:00 uur |          |       |      | Koning Abdullahstadion, Amman Toeschouwers: 3.500 Scheidsrechter: Ammar Al-Jeneibi (VAE) |

|                                                                        |                |       |      |                                                                                    |
| 11 september Kwalificatie WK 2014 Groep A «onderlinge duels» 19:00 uur | Libanon        | 1 – 0 | Iran | Camille Chamounstadion, Beiroet Toeschouwers: 14.000 Scheidsrechter: Tan Hai (CHN) |
| 11 september Kwalificatie WK 2014 Groep A «onderlinge duels» 19:00 uur | Roda Antar 27' |       |      | Camille Chamounstadion, Beiroet Toeschouwers: 14.000 Scheidsrechter: Tan Hai (CHN) |

|                                                                      |                    |       |            |                                                                                     |
| 16 oktober Kwalificatie WK 2014 Groep A «onderlinge duels» 20:00 uur | Iran               | 1 – 0 | Zuid-Korea | Azadistadion, Teheran Toeschouwers: 99.885 Scheidsrechter: Abdul Malik Bashir (SIN) |
| 16 oktober Kwalificatie WK 2014 Groep A «onderlinge duels» 20:00 uur | Javad Nekounam 76' |       |            | Azadistadion, Teheran Toeschouwers: 99.885 Scheidsrechter: Abdul Malik Bashir (SIN) |

|                                                           | |       |                      |                                                                                        |
| 6 november Vriendschappelijk «onderlinge duels» 16:30 uur | Iran | 6 – 1 | Tadzjikistan         | Azadistadion, Teheran Toeschouwers: 30.000 Scheidsrechter: Yadollah Jahanbakhshi (IRN) |
| 6 november Vriendschappelijk «onderlinge duels» 16:30 uur | Abolghasim Dehnavi 9' Yaghoub Karimi 12' Abolghasim Dehnavi 30' Yaghoub Karimi 31' Ahmad Hassanzadeh 49' Alireza Abbasfard 87' |       | 67' Sohib Savankulov | Azadistadion, Teheran Toeschouwers: 30.000 Scheidsrechter: Yadollah Jahanbakhshi (IRN) |

|                                                                       |      |                    |             |                                                                                 |
| 14 november Kwalificatie WK 2014 Groep A «onderlinge duels» 16:30 uur | Iran | 0 – 1              | Oezbekistan | Azadistadion, Teheran Toeschouwers: 43.700 Scheidsrechter: Ali Al-Badwawi (VAE) |
| 14 november Kwalificatie WK 2014 Groep A «onderlinge duels» 16:30 uur |      | 72' Ulugbek Bakaev |             | Azadistadion, Teheran Toeschouwers: 43.700 Scheidsrechter: Ali Al-Badwawi (VAE) |

| West-Aziatisch kampioenschap voetbal 2012 |
| ----------------------------------------- |

|                                                                              |               |       |      |                                                                                                |
| 9 december West-Aziatisch kampioenschap Groep B «onderlinge duels» 17:30 uur | Saoedi-Arabië | 0 – 0 | Iran | Al-Sadaqua Walsalamstadion, Koeweit-Stad Toeschouwers: 1.200 Scheidsrechter: Minoru Tojo (JPN) |
| 9 december West-Aziatisch kampioenschap Groep B «onderlinge duels» 17:30 uur |               |       |      | Al-Sadaqua Walsalamstadion, Koeweit-Stad Toeschouwers: 1.200 Scheidsrechter: Minoru Tojo (JPN) |

|                                                                               |         |       |      | |
| 12 december West-Aziatisch kampioenschap Groep B «onderlinge duels» 17:30 uur | Bahrein | 0 – 0 | Iran | Al-Sadaqua Walsalamstadion, Koeweit-Stad Toeschouwers: 1.000 Scheidsrechter: Banjar Al-Dosari (QAT) |
| 12 december West-Aziatisch kampioenschap Groep B «onderlinge duels» 17:30 uur |         |       |      | Al-Sadaqua Walsalamstadion, Koeweit-Stad Toeschouwers: 1.000 Scheidsrechter: Banjar Al-Dosari (QAT) |

|                                                                               |       |       |      |                                                                                              |
| 15 december West-Aziatisch kampioenschap Groep B «onderlinge duels» 17:30 uur | Jemen | 1 – 2 | Iran | Al-Sadaqua Walsalamstadion, Koeweit-Stad Toeschouwers: 800 Scheidsrechter: Ali Sabbagh (LIB) |
| 15 december West-Aziatisch kampioenschap Groep B «onderlinge duels» 17:30 uur |       |       |      | Al-Sadaqua Walsalamstadion, Koeweit-Stad Toeschouwers: 800 Scheidsrechter: Ali Sabbagh (LIB) |

|  |  |  |  |  |  |  |  |  |

### 2013
|                                                                      | |       |         |                                                                                   |
| 6 februari Kwalificatie AK 2015 Groep B «onderlinge duels» 15:30 uur | Iran | 5 – 0 | Libanon | Azadistadion, Teheran Toeschouwers: 19.733 Scheidsrechter: Yuichi Nishimura (JPN) |
| 6 februari Kwalificatie AK 2015 Groep B «onderlinge duels» 15:30 uur | Reza Ghoochannejhad 26' Javad Nekounam 45+1' (pen.) Javad Nekounam 61' (pen.) Reza Ghoochannejhad 62' Javad Nekounam 80' |       |         | Azadistadion, Teheran Toeschouwers: 19.733 Scheidsrechter: Yuichi Nishimura (JPN) |

|                                                                    |                          |       |                    |                                                                                               |
| 26 maart Kwalificatie AK 2015 Groep B «onderlinge duels» 19:30 uur | Koeweit                  | 1 – 1 | Iran               | Al-Sadaqua Walsalamstadio, Koeweit-Stad Toeschouwers: 12.321 Scheidsrechter: Lee Min-hu (KOR) |
| 26 maart Kwalificatie AK 2015 Groep B «onderlinge duels» 19:30 uur | Fahad Shaheen 76' (pen.) |       | 45' Masoud Shojaei | Al-Sadaqua Walsalamstadio, Koeweit-Stad Toeschouwers: 12.321 Scheidsrechter: Lee Min-hu (KOR) |

|                                                       |                                                                          |       |                       |                                                                                              |
| 22 mei Vriendschappelijk «onderlinge duels» 17:00 uur | Oman                                                                     | 3 – 1 | Iran                  | Sultan Qaboos Sports Complex, Masqat Toeschouwers: 500 Scheidsrechter: Fahad Al-Kassar (VAE) |
| 22 mei Vriendschappelijk «onderlinge duels» 17:00 uur | Abdulaziz Al-Muqbali 20' Abdul Salam Al-Mukhaini 29' Jaber Al-Owaisi 61' |       | 90+2' Mohsen Mosalman | Sultan Qaboos Sports Complex, Masqat Toeschouwers: 500 Scheidsrechter: Fahad Al-Kassar (VAE) |

|                                                                  |       |                         |      |                                                                                             |
| 4 juni Kwalificatie WK 2014 Groep A «onderlinge duels» 19:15 uur | Qatar | 0 – 1                   | Iran | Jassim Bin Hamadstadion, Doha Toeschouwers: 11.872 Scheidsrechter: Abdul Malik Bashir (SIN) |
| 4 juni Kwalificatie WK 2014 Groep A «onderlinge duels» 19:15 uur |       | 66' Reza Ghoochannejhad |      | Jassim Bin Hamadstadion, Doha Toeschouwers: 11.872 Scheidsrechter: Abdul Malik Bashir (SIN) |

|                                                                   |                                                                                         |       |         |                                                                               |
| 11 juni Kwalificatie WK 2014 Groep A «onderlinge duels» 20:00 uur | Iran                                                                                    | 4 – 0 | Libanon | Azadistadion, Teheran Toeschouwers: 91.300 Scheidsrechter: Masaaki Toma (JPN) |
| 11 juni Kwalificatie WK 2014 Groep A «onderlinge duels» 20:00 uur | Mohammad Khalatbari 39' Javad Nekounam 45+1' Reza Ghoochannejhad 46' Javad Nekounam 86' |       |         | Azadistadion, Teheran Toeschouwers: 91.300 Scheidsrechter: Masaaki Toma (JPN) |

|                                                                   |            |                         |      |                                                                              |
| 18 juni Kwalificatie WK 2014 Groep A «onderlinge duels» 21:00 uur | Zuid-Korea | 0 – 1                   | Iran | Ulsan Munsustadion, Ulsan Toeschouwers: 42.243 Scheidsrechter: Tan Hai (CHN) |
| 18 juni Kwalificatie WK 2014 Groep A «onderlinge duels» 21:00 uur |            | 60' Reza Ghoochannejhad |      | Ulsan Munsustadion, Ulsan Toeschouwers: 42.243 Scheidsrechter: Tan Hai (CHN) |

|                                                                      |                                            |       |                     |                                                                                       |
| 15 oktober Kwalificatie AK 2015 Groep B «onderlinge duels» 19:00 uur | Iran                                       | 2 – 1 | Thailand            | Azadistadion, Teheran Toeschouwers: 17.330 Scheidsrechter: Abdullah Al-Baloushi (QAT) |
| 15 oktober Kwalificatie AK 2015 Groep B «onderlinge duels» 19:00 uur | Jalal Hosseini 67' Reza Ghoochannejhad 70' |       | 80' Teerasil Dangda | Azadistadion, Teheran Toeschouwers: 17.330 Scheidsrechter: Abdullah Al-Baloushi (QAT) |

|                                                                       |          |                                                                      |      |                                                                                    |
| 15 november Kwalificatie AK 2015 Groep B «onderlinge duels» 20:00 uur | Thailand | 0 – 3                                                                | Iran | Rajamangalastadion, Bangkok Toeschouwers: 7.000 Scheidsrechter: Ben Williams (AUS) |
| 15 november Kwalificatie AK 2015 Groep B «onderlinge duels» 20:00 uur |          | 28' Ashkan Dejagah 42' Reza Ghoochannejhad 90+5' Alireza Jahanbakhsh |      | Rajamangalastadion, Bangkok Toeschouwers: 7.000 Scheidsrechter: Ben Williams (AUS) |

|                                                                       |                    |       |                                                                                               |                                                                                 |
| 19 november Kwalificatie AK 2015 Groep B «onderlinge duels» 18:30 uur | Libanon            | 1 – 4 | Iran                                                                                          | Camille Chamounstadion, Beiroet Toeschouwers: 100 Scheidsrechter: Tan Hai (CHN) |
| 19 november Kwalificatie AK 2015 Groep B «onderlinge duels» 18:30 uur | Mohamad Haidar 79' |       | 39' Amir-Hossein Sadeghi 51' Ashkan Dejagah 55' (pen.) Javad Nekounam 65' Reza Ghoochannejhad | Camille Chamounstadion, Beiroet Toeschouwers: 100 Scheidsrechter: Tan Hai (CHN) |

### 2014
|                                                                   |                                                                        |       |                                       |                                                                                     |
| 3 maart Kwalificatie AK 2015 Groep B «onderlinge duels» 17:30 uur | Iran                                                                   | 3 – 2 | Koeweit                               | Enghelabstadion, Karaj Toeschouwers: 10.000 Scheidsrechter: Dmitry Mashentsev (KGZ) |
| 3 maart Kwalificatie AK 2015 Groep B «onderlinge duels» 17:30 uur | Yaghoub Karimi 2' Hussein Fadhel Ali 61' (e.d.) Karim Ansarifard 90+1' |       | 18' Waleed Jumah 89' Fahad Al-Rashidi | Enghelabstadion, Karaj Toeschouwers: 10.000 Scheidsrechter: Dmitry Mashentsev (KGZ) |

|                                                        |                         |       |                                        |                                                                                        |
| 5 maart Vriendschappelijk «onderlinge duels» 17:30 uur | Iran                    | 1 – 2 | Guinee                                 | Azadistadion, Teheran Toeschouwers: 3.000 Scheidsrechter: Mohammad Reza Akbarian (IRN) |
| 5 maart Vriendschappelijk «onderlinge duels» 17:30 uur | Reza Ghoochannejhad 55' |       | 34' Kévin Constant 37' Ibrahima Traoré | Azadistadion, Teheran Toeschouwers: 3.000 Scheidsrechter: Mohammad Reza Akbarian (IRN) |

|                                                       |             |       |      |                                                                                          |
| 18 mei Vriendschappelijk «onderlinge duels» 14:00 uur | Wit-Rusland | 0 – 0 | Iran | Franz Feketestadion, Kapfenberg Toeschouwers: 1.500 Scheidsrechter: Markus Hameter (AUT) |
| 18 mei Vriendschappelijk «onderlinge duels» 14:00 uur |             |       |      | Franz Feketestadion, Kapfenberg Toeschouwers: 1.500 Scheidsrechter: Markus Hameter (AUT) |

|                                                       |            |       |      |                                                                                 |
| 26 mei Vriendschappelijk «onderlinge duels» 18:30 uur | Montenegro | 0 – 0 | Iran | Hartbergstadion, Hartberg Toeschouwers: 1.000 Scheidsrechter: René Eisner (AUT) |
| 26 mei Vriendschappelijk «onderlinge duels» 18:30 uur |            |       |      | Hartbergstadion, Hartberg Toeschouwers: 1.000 Scheidsrechter: René Eisner (AUT) |

|                                                       |                      |       |           |                                                                                      |
| 30 mei Vriendschappelijk «onderlinge duels» 14:00 uur | Iran                 | 1 – 1 | Angola    | Hartbergstadion, Hartberg Toeschouwers: 1.000 Scheidsrechter: Alexander Harkam (AUT) |
| 30 mei Vriendschappelijk «onderlinge duels» 14:00 uur | Karim Ansarifard 57' |       | 42' Silva | Hartbergstadion, Hartberg Toeschouwers: 1.000 Scheidsrechter: Alexander Harkam (AUT) |

|                                                       |                    |                                             |      |                                                                                    |
| 8 juni Vriendschappelijk «onderlinge duels» 19:00 uur | Trinidad en Tobago | 0 – 2                                       | Iran | Arena de São Paulo, São Paulo Toeschouwers: 0 Scheidsrechter: Wilton Sampaio (BRA) |
| 8 juni Vriendschappelijk «onderlinge duels» 19:00 uur |                    | 45+1' Ehsan Hajsafi 54' Reza Ghoochannejhad |      | Arena de São Paulo, São Paulo Toeschouwers: 0 Scheidsrechter: Wilton Sampaio (BRA) |

| Wereldkampioenschap voetbal 2014 |
| -------------------------------- |

|                                                      |      |       |         |                                                                                   |
| 16 juni WK 2014 Groep F «onderlinge duels» 16:00 uur | Iran | 0 – 0 | Nigeria | Arena da Baixada, Curitiba Toeschouwers: 39.081 Scheidsrechter: Carlos Vera (ECU) |
| 16 juni WK 2014 Groep F «onderlinge duels» 16:00 uur |      |       |         | Arena da Baixada, Curitiba Toeschouwers: 39.081 Scheidsrechter: Carlos Vera (ECU) |

|                                                      |                    |       |      |                                                                                   |
| 21 juni WK 2014 Groep F «onderlinge duels» 13:00 uur | Argentinië         | 1 – 0 | Iran | Mineirão, Belo Horizonte Toeschouwers: 57.698 Scheidsrechter: Milorad Mažić (SRB) |
| 21 juni WK 2014 Groep F «onderlinge duels» 13:00 uur | Lionel Messi 90+1' |       |      | Mineirão, Belo Horizonte Toeschouwers: 57.698 Scheidsrechter: Milorad Mažić (SRB) |

|                                                      |                         |       |                                                        |                                                                                               |
| 25 juni WK 2014 Groep F «onderlinge duels» 18:00 uur | Iran                    | 1 – 3 | Bosnië en Herzegovina                                  | Arena Fonte Nova, Salvador Toeschouwers: 48.011 Scheidsrechter: Carlos Velasco Carballo (ESP) |
| 25 juni WK 2014 Groep F «onderlinge duels» 18:00 uur | Reza Ghoochannejhad 82' |       | 23' Edin Džeko 59' Miralem Pjanić 83' Avdija Vršajević | Arena Fonte Nova, Salvador Toeschouwers: 48.011 Scheidsrechter: Carlos Velasco Carballo (ESP) |

|  |  |  |  |  |  |  |  |  |

|                                                        |                   |       |            |                                                                                     |
| 25 juni Vriendschappelijk «onderlinge duels» 16:15 uur | Iran              | 1 – 0 | Zuid-Korea | Azadistadion, Teheran Toeschouwers: 35.000 Scheidsrechter: Valentin Kovalenko (UZB) |
| 25 juni Vriendschappelijk «onderlinge duels» 16:15 uur | Sardar Azmoun 82' |       |            | Azadistadion, Teheran Toeschouwers: 35.000 Scheidsrechter: Valentin Kovalenko (UZB) |

### 2015
|                                                          |      |                   |      |                                                                                        |
| 4 januari Vriendschappelijk «onderlinge duels» 18:00 uur | Irak | 0 – 1             | Iran | WIN Stadium, Wollongong Toeschouwers: 5.745 Scheidsrechter: Kris Griffiths-Jones (AUS) |
| 4 januari Vriendschappelijk «onderlinge duels» 18:00 uur |      | 57' Sardar Azmoun |      | WIN Stadium, Wollongong Toeschouwers: 5.745 Scheidsrechter: Kris Griffiths-Jones (AUS) |

| Aziatisch kampioenschap voetbal 2015 |
| ------------------------------------ |

|                                                                         |                                        |       |         |                                                                                                  |
| 11 januari Aziatisch kampioenschap Groep C «onderlinge duels» 20:00 uur | Iran                                   | 2 – 0 | Bahrein | Melbourne Rectangular Stadium, Melbourne Toeschouwers: 17.712 Scheidsrechter: Ben Williams (AUS) |
| 11 januari Aziatisch kampioenschap Groep C «onderlinge duels» 20:00 uur | Ehsan Hajsafi 45+2' Masoud Shojaei 71' |       |         | Melbourne Rectangular Stadium, Melbourne Toeschouwers: 17.712 Scheidsrechter: Ben Williams (AUS) |

|                                                                         |       |                   |      |                                                                                |
| 15 januari Aziatisch kampioenschap Groep C «onderlinge duels» 20:00 uur | Qatar | 0 – 1             | Iran | ANZ Stadium, Sydney Toeschouwers: 22.672 Scheidsrechter: Ravshan Irmatov (UZB) |
| 15 januari Aziatisch kampioenschap Groep C «onderlinge duels» 20:00 uur |       | 52' Sardar Azmoun |      | ANZ Stadium, Sydney Toeschouwers: 22.672 Scheidsrechter: Ravshan Irmatov (UZB) |

|                                                                         |                           |       |                              |                                                                                 |
| 19 januari Aziatisch kampioenschap Groep C «onderlinge duels» 19:00 uur | Iran                      | 1 – 0 | Verenigde Arabische Emiraten | Suncorp Stadium, Brisbane Toeschouwers: 11.394 Scheidsrechter: Ryuji Sato (JPN) |
| 19 januari Aziatisch kampioenschap Groep C «onderlinge duels» 19:00 uur | Reza Ghoochannejhad 90+1' |       |                              | Suncorp Stadium, Brisbane Toeschouwers: 11.394 Scheidsrechter: Ryuji Sato (JPN) |

|                                                                             | |              | |                                                                                    |
| 23 januari Aziatisch kampioenschap Kwartfinale «onderlinge duels» 17:30 uur | Iran | 3 – 3 (n.v.) | Irak | Canberra Stadium, Canberra Toeschouwers: 18.921 Scheidsrechter: Ben Williams (AUS) |
| 23 januari Aziatisch kampioenschap Kwartfinale «onderlinge duels» 17:30 uur | Sardar Azmoun 24' Morteza Pouraliganji 103' Reza Ghoochannejhad 119'                                                                 |              | 56' Ahmed Yasin 93' Younis Mahmoud 116' (pen.) Dhurgham Ismail                                                | Canberra Stadium, Canberra Toeschouwers: 18.921 Scheidsrechter: Ben Williams (AUS) |
| 23 januari Aziatisch kampioenschap Kwartfinale «onderlinge duels» 17:30 uur | Strafschoppen |              | | Canberra Stadium, Canberra Toeschouwers: 18.921 Scheidsrechter: Ben Williams (AUS) |
| 23 januari Aziatisch kampioenschap Kwartfinale «onderlinge duels» 17:30 uur | Ehsan Hajsafi Morteza Pouraliganji Javad Nekounam Jalal Hosseini Vouria Ghafouri Alireza Jahanbakhsh Andranik Teymourian Vahid Amiri | 6 – 7        | Saad Abdul-Amir Waleed Salem Dhurgham Ismail Ali Adnan Younis Mahmoud Yaser Kasim Marwan Hussein Salam Sakher | Canberra Stadium, Canberra Toeschouwers: 18.921 Scheidsrechter: Ben Williams (AUS) |

|  |  |  |  |  |  |  |  |  |

|                                                         |                                    |       |       |                                                                                        |
| 26 maart Vriendschappelijk «onderlinge duels» 20:00 uur | Iran                               | 2 – 0 | Chili | NV Arena, Sankt Pölten Toeschouwers: 2.000 Scheidsrechter: Manuel Schüttengruber (AUT) |
| 26 maart Vriendschappelijk «onderlinge duels» 20:00 uur | Javad Nekounam 21' Vahid Amiri 50' |       |       | NV Arena, Sankt Pölten Toeschouwers: 2.000 Scheidsrechter: Manuel Schüttengruber (AUT) |

|                                                         |                                                         |       |                           |                                                                                  |
| 31 maart Vriendschappelijk «onderlinge duels» 19:30 uur | Zweden                                                  | 3 – 1 | Iran                      | Friends Arena, Solna Toeschouwers: 33.773 Scheidsrechter: Serdar Gözübüyük (NED) |
| 31 maart Vriendschappelijk «onderlinge duels» 19:30 uur | Zlatan Ibrahimović 11' Marcus Berg 21' Ola Toivonen 89' |       | 24' (pen.) Javad Nekounam | Friends Arena, Solna Toeschouwers: 33.773 Scheidsrechter: Serdar Gözübüyük (NED) |

|                                                        |             |                    |      |                                                                                         |
| 11 juni Vriendschappelijk «onderlinge duels» 18:00 uur | Oezbekistan | 0 – 1              | Iran | Bunyodkorstadion, Tasjkent Toeschouwers: 9.000 Scheidsrechter: Vladislav Tseytlin (UZB) |
| 11 juni Vriendschappelijk «onderlinge duels» 18:00 uur |             | 90+4' Mehdi Torabi |      | Bunyodkorstadion, Tasjkent Toeschouwers: 9.000 Scheidsrechter: Vladislav Tseytlin (UZB) |

|                                                                   |                       |       |                  |                                                                                            |
| 16 juni Kwalificatie WK 2018 Groep D «onderlinge duels» 18:00 uur | Turkmenistan          | 1 – 1 | Iran             | Daşoguzstadion, Daşoguz Toeschouwers: 10.000 Scheidsrechter: Jameel Juma Abdulhusain (BHR) |
| 16 juni Kwalificatie WK 2018 Groep D «onderlinge duels» 18:00 uur | Ruslan Mingazow 45+1' |       | 4' Sardar Azmoun | Daşoguzstadion, Daşoguz Toeschouwers: 10.000 Scheidsrechter: Jameel Juma Abdulhusain (BHR) |

|                                                                       | |       |      |                                                                                  |
| 3 september Kwalificatie WK 2018 Groep D «onderlinge duels» 19:00 uur | Iran | 6 – 0 | Guam | Azadistadion, Teheran Toeschouwers: 11.232 Scheidsrechter: Khamis Al-Marri (QAT) |
| 3 september Kwalificatie WK 2018 Groep D «onderlinge duels» 19:00 uur | Ashkan Dejagah 10' (pen.) Mehdi Taremi 31' Sardar Azmoun 34' Sardar Azmoun 41' Mehdi Taremi 65' Mehdi Taremi 89' |       |      | Azadistadion, Teheran Toeschouwers: 11.232 Scheidsrechter: Khamis Al-Marri (QAT) |

|                                                                       |       |                                                            |      |                                                                                               |
| 8 september Kwalificatie WK 2018 Groep D «onderlinge duels» 19:00 uur | India | 0 – 3                                                      | Iran | Sree Kanteeravastadion, Bangalore Toeschouwers: 14.500 Scheidsrechter: Ammar Al-Junaibi (VAE) |
| 8 september Kwalificatie WK 2018 Groep D «onderlinge duels» 19:00 uur |       | 29' Sardar Azmoun 47' Andranik Teymourian 50' Mehdi Taremi |      | Sree Kanteeravastadion, Bangalore Toeschouwers: 14.500 Scheidsrechter: Ammar Al-Junaibi (VAE) |

|                                                                     |                      |       |                    | |
| 8 oktober Kwalificatie WK 2018 Groep D «onderlinge duels» 18:30 uur | Oman                 | 1 – 1 | Iran               | Sultan Qaboos Sports Complex, Masqat Toeschouwers: 12.400 Scheidsrechter: Valentin Kovalenko (UZB) |
| 8 oktober Kwalificatie WK 2018 Groep D «onderlinge duels» 18:30 uur | Saad Al-Mukhaini 52' |       | 70' Jalal Hosseini | Sultan Qaboos Sports Complex, Masqat Toeschouwers: 12.400 Scheidsrechter: Valentin Kovalenko (UZB) |

|                                                           |                  |       |                    |                                                                                    |
| 12 oktober Vriendschappelijk «onderlinge duels» 17:00 uur | Iran             | 1 – 1 | Japan              | Azadistadion, Teheran Toeschouwers: 15.000 Scheidsrechter: Yaqoob Abdul Baqi (OMA) |
| 12 oktober Vriendschappelijk «onderlinge duels» 17:00 uur | Mehdi Torabi 45' |       | 47' Yoshinori Muto | Azadistadion, Teheran Toeschouwers: 15.000 Scheidsrechter: Yaqoob Abdul Baqi (OMA) |

|                                                                       |                                                                       |       |                   |                                                                               |
| 12 november Kwalificatie WK 2018 Groep D «onderlinge duels» 17:00 uur | Iran                                                                  | 3 – 1 | Turkmenistan      | Azadistadion, Teheran Toeschouwers: 35.800 Scheidsrechter: Kim Dong-jin (KOR) |
| 12 november Kwalificatie WK 2018 Groep D «onderlinge duels» 17:00 uur | Morteza Pouraliganji 6' Saeid Ezatolahi 34' Ashkan Dejagah 83' (pen.) |       | 62' Mekan Saparow | Azadistadion, Teheran Toeschouwers: 35.800 Scheidsrechter: Kim Dong-jin (KOR) |

|                                                                       |      | |      |                                                                                                  |
| 17 november Kwalificatie WK 2018 Groep D «onderlinge duels» 15:30 uur | Guam | 0 – 6 | Iran | Guam F.A. National Training Center, Dededo Toeschouwers: 2.087 Scheidsrechter: Ho Wai Sing (HKG) |
| 17 november Kwalificatie WK 2018 Groep D «onderlinge duels» 15:30 uur |      | 12' Mehdi Taremi 32' Kamal Kamyabinia 49' Ramin Rezaeian 52' (pen.) Masoud Shojaei 53' Karim Ansarifard 63' Mehdi Taremi |      | Guam F.A. National Training Center, Dededo Toeschouwers: 2.087 Scheidsrechter: Ho Wai Sing (HKG) |

### 2016
|                                                                    |                                                                                             |       |       |                                                                              |
| 24 maart Kwalificatie WK 2018 Groep D «onderlinge duels» 18:15 uur | Iran                                                                                        | 4 – 0 | India | Azadistadion, Teheran Toeschouwers: 29.160 Scheidsrechter: Võ Minh Trí (VIE) |
| 24 maart Kwalificatie WK 2018 Groep D «onderlinge duels» 18:15 uur | Ehsan Hajsafi 33' (pen.) Sardar Azmoun 61' Ehsan Hajsafi 66' (pen.) Alireza Jahanbakhsh 78' |       |       | Azadistadion, Teheran Toeschouwers: 29.160 Scheidsrechter: Võ Minh Trí (VIE) |

|                                                                    |                                     |       |      |                                                                              |
| 29 maart Kwalificatie WK 2018 Groep D «onderlinge duels» 19:00 uur | Iran                                | 2 – 0 | Oman | Azadistadion, Teheran Toeschouwers: 33.850 Scheidsrechter: Minoru Tojo (JPN) |
| 29 maart Kwalificatie WK 2018 Groep D «onderlinge duels» 19:00 uur | Sardar Azmoun 16' Sardar Azmoun 23' |       |      | Azadistadion, Teheran Toeschouwers: 33.850 Scheidsrechter: Minoru Tojo (JPN) |

|                                                       |                           |       |                                                      |                                                                              |
| 2 juni Vriendschappelijk «onderlinge duels» 18:00 uur | Macedonië                 | 1 – 3 | Iran                                                 | Philip II Arena, Skopje Toeschouwers: 2.000 Scheidsrechter: Neil Doyle (IRL) |
| 2 juni Vriendschappelijk «onderlinge duels» 18:00 uur | Aleksandar Trajkovski 10' |       | 8' Sardar Azmoun 21' Sardar Azmoun 60' Sardar Azmoun | Philip II Arena, Skopje Toeschouwers: 2.000 Scheidsrechter: Neil Doyle (IRL) |

|                                                       | |       |          |                                                                                     |
| 7 juni Vriendschappelijk «onderlinge duels» 18:00 uur | Iran | 6 – 0 | Kirgizië | Azadistadion, Teheran Toeschouwers: 6.000 Scheidsrechter: Mahmood Al-Majarafi (OMA) |
| 7 juni Vriendschappelijk «onderlinge duels» 18:00 uur | Masoud Shojaei 6' (pen.) Mehdi Taremi 25' Mehdi Taremi 29' Karim Ansarifard 68' Sardar Azmoun 87' Karim Ansarifard 90' |       |          | Azadistadion, Teheran Toeschouwers: 6.000 Scheidsrechter: Mahmood Al-Majarafi (OMA) |

|                                                                       |                                                   |       |       |                                                                                         |
| 1 september Kwalificatie WK 2018 Groep A «onderlinge duels» 20:30 uur | Iran                                              | 2 – 0 | Qatar | Azadistadion, Teheran Toeschouwers: 78.029 Scheidsrechter: Hettikamkanamge Perera (SRI) |
| 1 september Kwalificatie WK 2018 Groep A «onderlinge duels» 20:30 uur | Reza Ghoochannejhad 90' Alireza Jahanbakhsh 90+2' |       |       | Azadistadion, Teheran Toeschouwers: 78.029 Scheidsrechter: Hettikamkanamge Perera (SRI) |

|                                                                       |       |       |      |                                                                                        |
| 6 september Kwalificatie WK 2018 Groep A «onderlinge duels» 20:35 uur | China | 0 – 0 | Iran | Olympisch Stadion, Shenyang Toeschouwers: 35.776 Scheidsrechter: Adham Makhadmeh (JOR) |
| 6 september Kwalificatie WK 2018 Groep A «onderlinge duels» 20:35 uur |       |       |      | Olympisch Stadion, Shenyang Toeschouwers: 35.776 Scheidsrechter: Adham Makhadmeh (JOR) |

|                                                                     |             |                    |      |                                                                                     |
| 6 oktober Kwalificatie WK 2018 Groep A «onderlinge duels» 20:00 uur | Oezbekistan | 0 – 1              | Iran | Bunyodkor Stadion, Tasjkent Toeschouwers: 34.000 Scheidsrechter: Ben Williams (AUS) |
| 6 oktober Kwalificatie WK 2018 Groep A «onderlinge duels» 20:00 uur |             | 27' Jalal Hosseini |      | Bunyodkor Stadion, Tasjkent Toeschouwers: 34.000 Scheidsrechter: Ben Williams (AUS) |

|                                                                      |                   |       |            |                                                                             |
| 11 oktober Kwalificatie WK 2018 Groep A «onderlinge duels» 19:45 uur | Iran              | 1 – 0 | Zuid-Korea | Azadistadion, Teheran Toeschouwers: 75.800 Scheidsrechter: Ryuji Sato (JPN) |
| 11 oktober Kwalificatie WK 2018 Groep A «onderlinge duels» 19:45 uur | Sardar Azmoun 25' |       |            | Azadistadion, Teheran Toeschouwers: 75.800 Scheidsrechter: Ryuji Sato (JPN) |

|                                                            | |       |                      |                                                                             |
| 10 november Vriendschappelijk «onderlinge duels» 17:00 uur | Iran | 8 – 1 | Papoea-Nieuw-Guinea  | Shah Alamstadion, Shah Alam Toeschouwers: onbekend Scheidsrechter: onbekend |
| 10 november Vriendschappelijk «onderlinge duels» 17:00 uur | Ashkan Dejagah 14' Mehdi Taremi 38' Reza Ghoochannejhad 50' Reza Ghoochannejhad 54' Karim Ansarifard 58' Reza Ghoochannejhad 59' Karim Ansarifard 69' Ramin Rezaeian 80' |       | 47' Nigel Dabingyaba | Shah Alamstadion, Shah Alam Toeschouwers: onbekend Scheidsrechter: onbekend |

|                                                                       |       |       |      |                                                                                             |
| 15 november Kwalificatie WK 2018 Groep A «onderlinge duels» 19:45 uur | Syrië | 0 – 0 | Iran | Tuanku Abdul Rahmanstadion, Seremban Toeschouwers: 4.560 Scheidsrechter: Ali Al-Qaysi (IRQ) |
| 15 november Kwalificatie WK 2018 Groep A «onderlinge duels» 19:45 uur |       |       |      | Tuanku Abdul Rahmanstadion, Seremban Toeschouwers: 4.560 Scheidsrechter: Ali Al-Qaysi (IRQ) |

### 2017
|                                                         |      |                           |      |                                                                               |
| 18 maart Vriendschappelijk «onderlinge duels» 20:00 uur | Iran | 0 – 1                     | Irak | Azadistadion, Teheran Toeschouwers: — Scheidsrechter: Mouood Bonyadifar (IRI) |
| 18 maart Vriendschappelijk «onderlinge duels» 20:00 uur |      | 72' (pen.) Saad Abdulamir |      | Azadistadion, Teheran Toeschouwers: — Scheidsrechter: Mouood Bonyadifar (IRI) |

|                                                                    |       |                  |      |                                                                                       |
| 23 maart Kwalificatie WK 2018 Groep A «onderlinge duels» 19:00 uur | Qatar | 0 – 1            | Iran | Jassim Bin Hamadstadion, Doha Toeschouwers: 10.237 Scheidsrechter: Kwok Man Liu (HKG) |
| 23 maart Kwalificatie WK 2018 Groep A «onderlinge duels» 19:00 uur |       | 52' Mehdi Taremi |      | Jassim Bin Hamadstadion, Doha Toeschouwers: 10.237 Scheidsrechter: Kwok Man Liu (HKG) |

|                                                                    |                  |       |       |                                                                                |
| 28 maart Kwalificatie WK 2018 Groep A «onderlinge duels» 16:30 uur | Iran             | 1 – 0 | China | Azadistadion, Teheran Toeschouwers: 78.115 Scheidsrechter: Muhammad Taqi (SIN) |
| 28 maart Kwalificatie WK 2018 Groep A «onderlinge duels» 16:30 uur | Mehdi Taremi 46' |       |       | Azadistadion, Teheran Toeschouwers: 78.115 Scheidsrechter: Muhammad Taqi (SIN) |

|                                                         |                    |       |                                     |                                                                                          |
| 4 juni Vriendschappelijk № «onderlinge duels» 20:30 uur | Montenegro         | 1 – 2 | Iran                                | Pod Goricomstadion, Podgorica Toeschouwers: 4.500 Scheidsrechter: Dejan Jakimovski (MKD) |
| 4 juni Vriendschappelijk № «onderlinge duels» 20:30 uur | Stevan Jovetić 32' |       | 10' Sardar Azmoun 60' Sardar Azmoun | Pod Goricomstadion, Podgorica Toeschouwers: 4.500 Scheidsrechter: Dejan Jakimovski (MKD) |

|                                                                     |                                    |       |             |                                                                                   |
| 12 juni Kwalificatie WK 2018 Groep A № «onderlinge duels» 21:15 uur | Iran                               | 2 – 0 | Oezbekistan | Bunyodkorstadion, Teheran Toeschouwers: 59.730 Scheidsrechter: Ahmed Al-Kaf (OMA) |
| 12 juni Kwalificatie WK 2018 Groep A № «onderlinge duels» 21:15 uur | Sardar Azmoun 23' Mehdi Taremi 88' |       |             | Bunyodkorstadion, Teheran Toeschouwers: 59.730 Scheidsrechter: Ahmed Al-Kaf (OMA) |

|                                                                         |            |       |      |                                                                                      |
| 31 augustus Kwalificatie WK 2018 Groep A № «onderlinge duels» 21:00 uur | Zuid-Korea | 0 – 0 | Iran | Seoul World Cupstadion, Seoel Toeschouwers: 63.124 Scheidsrechter: Peter Green (AUS) |
| 31 augustus Kwalificatie WK 2018 Groep A № «onderlinge duels» 21:00 uur |            |       |      | Seoul World Cupstadion, Seoel Toeschouwers: 63.124 Scheidsrechter: Peter Green (AUS) |

|                                                                         |                                     |       |                                           |                                                                             |
| 5 september Kwalificatie WK 2018 Groep A № «onderlinge duels» 19:30 uur | Iran                                | 2 – 2 | Syrië                                     | Azadistadion, Teheran Toeschouwers: 62.165 Scheidsrechter: Ryuji Sato (JPN) |
| 5 september Kwalificatie WK 2018 Groep A № «onderlinge duels» 19:30 uur | Sardar Azmoun 45' Sardar Azmoun 64' |       | 13' Tamer Haj Mohamad 90+3' Omar Al-Somah | Azadistadion, Teheran Toeschouwers: 62.165 Scheidsrechter: Ryuji Sato (JPN) |

|                                                            |                                           |       |      |                                                                             |
| 5 oktober Vriendschappelijk № «onderlinge duels» 18:00 uur | Iran                                      | 2 – 0 | Togo | Azadistadion, Teheran Toeschouwers: 4.500 Scheidsrechter: Yaqoob Baki (OMA) |
| 5 oktober Vriendschappelijk № «onderlinge duels» 18:00 uur | Karim Ansarifard 53' Karim Ansarifard 60' |       |      | Azadistadion, Teheran Toeschouwers: 4.500 Scheidsrechter: Yaqoob Baki (OMA) |

|                                                             |                  |       |                   |                                                                             |
| 10 oktober Vriendschappelijk № «onderlinge duels» 18:00 uur | Rusland          | 1 – 1 | Iran              | Kazan Arena, Kazan Toeschouwers: 33.240 Scheidsrechter: Milorad Mažić (SRB) |
| 10 oktober Vriendschappelijk № «onderlinge duels» 18:00 uur | Dmitry Poloz 74' |       | 57' Sardar Azmoun | Kazan Arena, Kazan Toeschouwers: 33.240 Scheidsrechter: Milorad Mažić (SRB) |

|                                                             |                                             |       |                           |                                                                                     |
| 9 november Vriendschappelijk № «onderlinge duels» 19:30 uur | Iran                                        | 2 – 1 | Panama                    | Merkur Arena, Graz Toeschouwers: 3.000 Scheidsrechter: Manfred Schüttengruber (AUT) |
| 9 november Vriendschappelijk № «onderlinge duels» 19:30 uur | Ashkan Dejagah 15' (pen.) Saman Ghoddos 18' |       | 39' (pen.) Gabriel Torres | Merkur Arena, Graz Toeschouwers: 3.000 Scheidsrechter: Manfred Schüttengruber (AUT) |

|                                                              |           |                         |      |                                                                           |
| 13 november Vriendschappelijk № «onderlinge duels» 15:00 uur | Venezuela | 0 – 1                   | Iran | De Goffert, Nijmegen Toeschouwers: — Scheidsrechter: Pol van Boekel (NED) |
| 13 november Vriendschappelijk № «onderlinge duels» 15:00 uur |           | 57' Alireza Jahanbakhsh |      | De Goffert, Nijmegen Toeschouwers: — Scheidsrechter: Pol van Boekel (NED) |

### 2018
|                                                         |                                                                               |       |              |                                                                                   |
| 17 maart Vriendschappelijk «onderlinge duels» 20:00 uur | Iran                                                                          | 4 – 0 | Sierra Leone | Azadistadion, Teheran Toeschouwers: 3.000 Scheidsrechter: Mouood Bonyadifar (IRI) |
| 17 maart Vriendschappelijk «onderlinge duels» 20:00 uur | Mohammad Khanzadeh 14' Ali Gholizadeh 16' Kaveh Rezaei 35' Ali Gholizadeh 48' |       |              | Azadistadion, Teheran Toeschouwers: 3.000 Scheidsrechter: Mouood Bonyadifar (IRI) |

|                                                         |                            |       |      |                                                                                               |
| 23 maart Vriendschappelijk «onderlinge duels» 19:15 uur | Tunesië                    | 1 – 0 | Iran | Stade Olympique de Radès, Radès Toeschouwers: 5.000 Scheidsrechter: Ibrahim Nour El-Din (EGY) |
| 23 maart Vriendschappelijk «onderlinge duels» 19:15 uur | Milad Mohammadi 71' (e.d.) |       |      | Stade Olympique de Radès, Radès Toeschouwers: 5.000 Scheidsrechter: Ibrahim Nour El-Din (EGY) |

|                                                         |                              |       |                           |                                                                                                |
| 28 mei Vriendschappelijk № «onderlinge duels» 21:15 uur | Turkije                      | 2 – 1 | Iran                      | Başakşehir Stadyumu, Istanboel Toeschouwers: onbekend Scheidsrechter: Valentin Kovalenko (UZB) |
| 28 mei Vriendschappelijk № «onderlinge duels» 21:15 uur | Cenk Tosun 6' Cenk Tosun 50' |       | 90' (pen.) Ashkan Dejagah | Başakşehir Stadyumu, Istanboel Toeschouwers: onbekend Scheidsrechter: Valentin Kovalenko (UZB) |

|                                                         |                      |       |          |                                                                               |
| 8 juni Vriendschappelijk № «onderlinge duels» 18:00 uur | Iran                 | 1 – 0 | Litouwen | Otkrytie Arena, Moskou Toeschouwers: Geen Scheidsrechter: Aleksey Eskov (RUS) |
| 8 juni Vriendschappelijk № «onderlinge duels» 18:00 uur | Karim Ansarifard 88' |       |          | Otkrytie Arena, Moskou Toeschouwers: Geen Scheidsrechter: Aleksey Eskov (RUS) |

|                                                               |             |                  |      |                                                                                          |
| 11 september Vriendschappelijk № «onderlinge duels» 20:00 uur | Oezbekistan | 0 – 1            | Iran | Bunjodkorstadion, Tasjkent Toeschouwers: 19.000 Scheidsrechter: Dmitriy Mashentsev (KGZ) |
| 11 september Vriendschappelijk № «onderlinge duels» 20:00 uur |             | Mehdi Torabi 67' |      | Bunjodkorstadion, Tasjkent Toeschouwers: 19.000 Scheidsrechter: Dmitriy Mashentsev (KGZ) |

|                                                             |                                          |       |                  |                                                                             |
| 16 oktober Vriendschappelijk № «onderlinge duels» 19:30 uur | Iran                                     | 2 – 1 | Bolivia          | Azadistadion, Teheran Toeschouwers: 20.000 Scheidsrechter: Ali Shaban (KUW) |
| 16 oktober Vriendschappelijk № «onderlinge duels» 19:30 uur | Alireza Jahanbakhsh 17' Mehdi Torabi 63' |       | Rudy Cardozo 51' | Azadistadion, Teheran Toeschouwers: 20.000 Scheidsrechter: Ali Shaban (KUW) |

|                                                              |                      |       |                    |                                                                                 |
| 15 november Vriendschappelijk № «onderlinge duels» 18:00 uur | Iran                 | 1 – 0 | Trinidad en Tobago | Azadistadion, Teheran Toeschouwers: 2.000 Scheidsrechter: Saoud Al-Athbah (QAT) |
| 15 november Vriendschappelijk № «onderlinge duels» 18:00 uur | Karim Ansarifard 50' |       |                    | Azadistadion, Teheran Toeschouwers: 2.000 Scheidsrechter: Saoud Al-Athbah (QAT) |

| Wereldkampioenschap 2018 |
| ------------------------ |

|                                                        |         |                              |      |                                                                                              |
| 15 juni WK 2018 Groep B № «onderlinge duels» 17:00 uur | Marokko | 0 – 1                        | Iran | Nieuwe Zenitstadion, Sint-Petersburg Toeschouwers: 62.548 Scheidsrechter: Cüneyt Çakır (TUR) |
| 15 juni WK 2018 Groep B № «onderlinge duels» 17:00 uur |         | 90+4' (e.d.) Aziz Bouhaddouz |      | Nieuwe Zenitstadion, Sint-Petersburg Toeschouwers: 62.548 Scheidsrechter: Cüneyt Çakır (TUR) |

|                                                        |      |                 |        |                                                                            |
| 20 juni WK 2018 Groep B № «onderlinge duels» 20:00 uur | Iran | 0 – 1           | Spanje | Kazan Arena, Kazan Toeschouwers: 42.718 Scheidsrechter: Andrés Cunha (URU) |
| 20 juni WK 2018 Groep B № «onderlinge duels» 20:00 uur |      | 54' Diego Costa |        | Kazan Arena, Kazan Toeschouwers: 42.718 Scheidsrechter: Andrés Cunha (URU) |

|                                                        |                               |       |                      |                                                                                    |
| 25 juni WK 2018 Groep B № «onderlinge duels» 21:00 uur | Iran                          | 1 – 1 | Portugal             | Mordovia Arena, Saransk Toeschouwers: 41.685 Scheidsrechter: Enrique Cáceres (PAR) |
| 25 juni WK 2018 Groep B № «onderlinge duels» 21:00 uur | Karim Ansarifard 90+3' (pen.) |       | 45' Ricardo Quaresma | Mordovia Arena, Saransk Toeschouwers: 41.685 Scheidsrechter: Enrique Cáceres (PAR) |

|  |  |  |  |  |  |  |  |  |

### 2019
| Aziatisch kampioenschap 2019 |
| ---------------------------- |

|                                                                       |                                                                              |       |       |                                                                                           |
| 7 januari Aziatisch Kampioenschap 2019 № «onderligne duels» 20:00 uur | Iran                                                                         | 5 – 0 | Jemen | Mohammed Bin Zayidstadion, Abu Dhabi Toeschouwers: 5.301 Scheidsrechter: Ryuji Sato (JPN) |
| 7 januari Aziatisch Kampioenschap 2019 № «onderligne duels» 20:00 uur | Mehdi Taremi 12', 25' Ashkan Dejagah 23' Sardar Azmoun 53' Saman Ghoddos 78' |       |       | Mohammed Bin Zayidstadion, Abu Dhabi Toeschouwers: 5.301 Scheidsrechter: Ryuji Sato (JPN) |

|                                                                        |         |                        |      |                                                                                      |
| 12 januari Aziatisch Kampioenschap 2019 № «onderlinge duels» 15:00 uur | Vietnam | 0 – 2                  | Iran | Al Nahyanstadion, Abu Dhabi Toeschouwers: 10.481 Scheidsrechter: Muhammad Taqi (SGP) |
| 12 januari Aziatisch Kampioenschap 2019 № «onderlinge duels» 15:00 uur |         | Sardar Azmoun 38', 69' |      | Al Nahyanstadion, Abu Dhabi Toeschouwers: 10.481 Scheidsrechter: Muhammad Taqi (SGP) |

|                                                         |                 |       |                    |                                                                                     |
| 7 juni Vriendschappelijk № «onderlinge duels» 20:00 uur | Zuid-Korea      | 1 – 1 | Iran               | Seoul World Cupstadion, Seoel Toeschouwers: 60.213 Scheidsrechter: Ryuji Sato (JPN) |
| 7 juni Vriendschappelijk № «onderlinge duels» 20:00 uur | Hwang Ui-jo 57' |       | Kim Young-gwon 62' | Seoul World Cupstadion, Seoel Toeschouwers: 60.213 Scheidsrechter: Ryuji Sato (JPN) |

|                                                                  |          |                                        |      |                                                                                        |
| 10 september Kwalificatie WK 2022 № «onderlinge duels» 20:00 uur | Hongkong | 0 – 2                                  | Iran | Hong Kong Stadium, Hong Kong Toeschouwers: 13.942 Scheidsrechter: Yudai Yamamoto (JPN) |
| 10 september Kwalificatie WK 2022 № «onderlinge duels» 20:00 uur |          | Sardar Azmoun 23' Karim Ansarifard 54' |      | Hong Kong Stadium, Hong Kong Toeschouwers: 13.942 Scheidsrechter: Yudai Yamamoto (JPN) |

FFIRI · 
A-internationals · 
Selecties · Bondscoaches · 
Statistieken · 
Iraans vrouwenelftal · 
Iran U21 · 
Iran U20 · 
Iran U19 · 
Iran U18 · 
Iran U17
1940 – 1969 · 
1970 – 1979 · 
1980 – 1989 · 
1990 – 1999 · 
2000 – 2009 · 
2010 – 2019 ·
2020 − 2029
Asian Cup 1960 · 
Asian Cup 1968 · 
Asian Cup 1972 · 
Asian Cup 1976 · 
Asian Cup 1980 · 
Asian Cup 1984 · 
Asian Cup 1988 · 
Asian Cup 1992 · 
Asian Cup 1996 · 
Asian Cup 2000 · 
Asian Cup 2004 · 
Asian Cup 2007 · 
Asian Cup 2011
WK 1978 · 
WK 1998 · 
WK 2006 · 
WK 2014 · 
WK 2018
OS 1964 · 
OS 1972 · 
OS 1976
1941 · 
1942–1946 · 
1947 · 
1948 · 
1949 · 
1950 · 
1951 · 
1952 · 
1953–1957 · 
1958 · 
1959 · 
1960–1961 · 
1962 · 
1963 · 
1964 · 
1965 · 
1966 · 
1967 · 
1968 · 
1969 · 
1970 · 
1971 · 
1972 · 
1973 · 
1974 · 
1975 · 
1976 · 
1977 · 
1978 · 
1979 · 
1980 · 
1981 · 
1982 · 
1983 · 
1984 · 
1985 · 
1986 · 
1987 · 
1988 · 
1989 · 
1990 · 
1991 · 
1992 · 
1993 · 
1994 · 
1995 · 
1996 · 
1997 · 
1998 · 
1999 · 
2000 · 
2001 · 
2002 · 
2003 · 
2004 · 
2005 · 
2006 · 
2007 · 
2008 · 
2009 · 
2010 · 
2011 · 
2012 ·
2013 ·
2014 ·
2015 ·
2016 ·
2017 ·
2018 ·
2019 ·
2020 ·
2021 ·
2022 ·
2023 ·
2024
Afghanistan ·
Albanië ·
Algerije ·
Angola ·
Argentinië ·
Armenië ·
Australië ·
Azerbeidzjan ·
Bahrein ·
Bangladesh ·
Bolivia ·
Bosnië en Herzegovina ·
Botswana ·
Brazilië ·
Bulgarije ·
Burkina Faso ·
Cambodja ·
Canada ·
Chili ·
China ·
Costa Rica ·
Cyprus ·
Denemarken ·
Duitsland ·
Ecuador ·
Egypte ·
Engeland ·
Filipijnen ·
Frankrijk ·
Georgië ·
Ghana ·
Guam ·
Guatemala ·
Guinee ·
Hongarije ·
Hongkong ·
Ierland ·
IJsland ·
India ·
Indonesië ·
Irak ·
Israël ·
Jamaica ·
Japan ·
Jemen ·
Joegoslavië ·
Jordanië ·
Kameroen ·
Kazachstan ·
Kenia ·
Kirgizië ·
Koeweit ·
Kroatië ·
Laos ·
Libanon ·
Libië ·
Litouwen ·
Madagaskar ·
Malediven ·
Maleisië ·
Mali ·
Marokko ·
Mexico ·
Montenegro ·
Mozambique ·
Myanmar ·
Nederland ·
Nepal ·
Nicaragua ·
Nieuw-Zeeland ·
Nigeria ·
Noord-Korea ·
Noord-Macedonië ·
Oeganda ·
Oekraïne ·
Oezbekistan ·
Oman ·
Oostenrijk ·
Pakistan ·
Palestina ·
Panama ·
Papoea-Nieuw-Guinea ·
Paraguay ·
Peru ·
Polen ·
Portugal ·
Qatar ·
Roemenië ·
Rusland ·
Saoedi-Arabië ·
Schotland ·
Senegal ·
Sierra Leone ·
Singapore ·
Slowakije ·
Sovjet-Unie ·
Spanje ·
Sri Lanka ·
Syrië ·
Tadzjikistan ·
Taiwan ·
Thailand ·
Togo ·
Trinidad en Tobago ·
Tsjecho-Slowakije ·
Tunesië ·
Turkije ·
Turkmenistan ·
Uruguay ·
Venezuela ·
Verenigde Arabische Emiraten ·
Verenigde Staten ·
Vietnam ·
Wales ·
Wit-Rusland ·
Zambia ·
Zuid-Jemen ·
Zuid-Korea ·
Zweden
Angola (2006) ·
Argentinië (2014) ·
Bosnië en Herzegovina (2014) ·
Marokko (2018) ·
Mexico (2006) ·
Nigeria (2014) ·
Portugal (2006) ·
Portugal (2018) ·
Spanje (2018)
AFC-zone: Afghanistan · Australië · Bahrein · Bangladesh · Bhutan · Brunei · Cambodja · China · Chinees Taipei · Filipijnen · Guam · Hongkong · India · Indonesië · Iran · Irak · Japan · Jemen · Jordanië · Koeweit · Kirgizië · Laos · Libanon · Macau · Maleisië · Maldiven · Mongolië · Myanmar · Nepal · Noord-Korea · Oezbekistan · Oman · Oost-Timor · Pakistan · Palestina · Qatar · Saoedi-Arabië · Singapore · Sri Lanka · Syrië · Tadjikistan · Thailand · Turkmenistan · Verenigde Arabische Emiraten · Vietnam · Zuid-Korea

CAF-zone: Algerije · Angola · Benin · Botswana · Burkina Faso · Burundi · Centraal-Afrikaanse Republiek · Comoren · Congo-Brazzaville · Congo-Kinshasa · Djibouti · Egypte · Equatoriaal-Guinea · Eritrea · Ethiopië · Gabon · Gambia · Ghana · Guinee · Guinee-Bissau · Ivoorkust · Kaapverdië · Kameroen · Kenia · Lesotho · Liberia · Libië · Madagaskar · Malawi · Mali · Mauritanië · Mauritius · Marokko · Mozambique · Namibië · Niger · Nigeria · Oeganda · Rwanda · Sao Tomé en Principe · Senegal · Seychellen · Sierra Leone · Soedan · Somalië · Swaziland · Tanzania · Togo · Tsjaad · Tunesië · Zambia · Zimbabwe · Zuid-Afrika · Zuid-Soedan 

CONCACAF-zone: Amerikaanse Maagdeneilanden · Anguilla · Antigua en Barbuda · Aruba · Bahama's · Barbados · Belize · Bermuda · Britse Maagdeneilanden · Canada · Kaaimaneilanden · Costa Rica · Cuba · Curaçao · Dominica · Dominicaanse Republiek · El Salvador · Frans Guyana · Grenada · Guadeloupe · Guatemala · Guyana · Haïti · Honduras · Jamaica · Martinique · Mexico · Montserrat · 
Nicaragua · Panama · Puerto Rico · Saint Kitts en Nevis · Saint Lucia · Saint Vincent en de Grenadines · Sint Maarten · Suriname · Trinidad en Tobago · Turks- en Caicoseilanden · Verenigde Staten

CONMEBOL-zone: Argentinië · Bolivia · Brazilië · Chili · Colombia · Ecuador · Paraguay · Peru · Uruguay · Venezuela

OFC-zone: Amerikaans-Samoa · Cookeilanden · Fiji · Nieuw-Caledonië · Nieuw-Zeeland · Papoea-Nieuw-Guinea · Samoa · Salomoneilanden · Tahiti · Tonga · Vanuatu

UEFA-zone: Albanië · Andorra · Armenië · Azerbeidzjan · België · Bosnië en Herzegovina · Bulgarije · Cyprus · Denemarken · Duitsland · Engeland · Estland · Faeröer · Finland · Frankrijk · Georgië · Gibraltar · Griekenland · Hongarije · IJsland · Ierland · Israël · Italië · Kazachstan · Kosovo · Kroatië · Letland · Liechtenstein · Litouwen · Luxemburg · Macedonië · Malta · Moldavië · Montenegro · Nederland · Noord-Ierland · Noorwegen · Oekraïne · Oostenrijk · Polen · Portugal · Roemenië · Rusland · San Marino · Schotland · Servië · Slovenië · Slowakije · Spanje · Tsjechië · Turkije · Wales · Wit-Rusland · Zweden · Zwitserland